# Солешти (Васлуј)
Солешти (рум. Soleşti) насеље је у Румунији у округу Васлуј у општини Солешти. Oпштина се налази на надморској висини од 108 m.

## Становништво
Према подацима из 2002. године у насељу је живело 3898 становника, од којих су сви румунске националности.

### Хронологија
| Година       | 1992 | 1993 | 1994 | 1995 | 1996 | 1997 | 1998 | 1999 | 2000 | 2001 | 2002 | 2003 | 2004 | 2005 | 2006 | 2007 | 2008 | 2009 | 2010 | 2011 | 2012 | 2013 | 2014 | 2015 | 2016 | 2017 |
| ------------ | ---- | ---- | ---- | ---- | ---- | ---- | ---- | ---- | ---- | ---- | ---- | ---- | ---- | ---- | ---- | ---- | ---- | ---- | ---- | ---- | ---- | ---- | ---- | ---- | ---- | ---- |
| Становништво | 4286 | 4206 | 4170 | 4140 | 4097 | 4070 | 4076 | 4035 | 4077 | 4090 | 4082 | 4068 | 4091 | 4111 | 4110 | 4086 | 4077 | 4099 | 4060 | 4007 | 3964 | 3950 | 3891 | 3854 | 3807 | 3740 |